# ری هری‌هاوزن
ری هری‌هاوزن (به انگلیسی: Ray Harryhausen) (زاده ۲۹ ژوئن، ۱۹۲۰در لس آنجلس، کالیفرنیا - درگذشته ۷ می، ۲۰۱۳ در لندن، انگلستان)، تهیه‌کننده فیلم، آفریننده جلوه‌های ویژه و برنده جایزه اسکار.
ری هری‌هاوزن به خاطر کار خود در حوزه جلوه‌های ویژه در دهه‌های ۱۹۵۰ و ۱۹۶۰ در کلاسیک‌های فانتزی مانند «هفتمین سفر سندباد» (۱۹۵۸) و «جیسن و آرگونات‌ها» (۱۹۶۳) بسیار مورد احترام بود.
از فیلم‌ها یا برنامه‌های تلویزیونی که وی در آن نقش داشته‌است می‌توان به جو یانگ نیرومند اشاره کرد.

## آغاز زندگی
ری هری‌هاوزن ۱۹ ژوئن ۱۹۲۰ در لس آنجلس زاده شد. او در ۱۹۳۳ فیلم «کینگ کونگ» را دید و مجذوب جلوه‌های ویژه آن شد و به قول خودش به این فیلم «اعتیاد» پیدا کرد. او از ویلسن اُبراین طراح جلوه‌های ویژه «کینگ کونگ» الهام گرفت و به خانه‌اش رفت تا بعضی از مخلوقات آماتوری خودش را به او نشان بدهد.
هری‌هاوزن در دوران دبیرستان عضو یک باشگاه علمی تخیلی شد و با دو نفر دیگر که به اندازه خودش شیفته بودند، آشنا شد: ری برادبری و فورست جی. آکرمن.
او یک عکاس مشتاق بود و در دانشکده لس آنجلس سیتی در رشته عکاسی و مجسمه‌سازی تحصیل کرد. هری‌هاوزن در دانشگاه کالیفرنیای جنوبی طراحی هنری خواند و پس از فارغ‌التحصیلی در مجموعه انیمیشن «Puppetooons» ساخته جرج پال کار کرد. او سپس در دوران جنگ جهانی دوم در ارتش خدمت کرد.
فعالیت سینمایی هری‌هاوزن از ۱۹۴۹ با فیلم «جو یانگ توانا» آغاز شد. او در ۱۹۵۳ به استخدام استودیو برادران وارنر درآمد و مسئولیت ساخت جلوه‌های ویژه «The Beast From 20,000 Fathoms» را به عهده گرفت. او در این فیلم از تکنیک‌های خود برای قرار دادن دایناسورها و دیگر مخلوقات حیرت‌آور در پس‌زمینه داستان استفاده کرد.
او سپس در سه فیلم علمی تخیلی تولید استودیو کلمبیا کار کرد که یکی از آن‌ها «هفتمین سفر سندباد» بود.

## دوره حرفه‌ای
او تکنیک نمایش تصویر از جلو و عقب در حالت تک فریم در یک زمان مشخص را گسترش داد و با این تکنیک به شخصیت‌های خیالی و مخلوقات ما قبل از تاریخ جان بخشید، تکنیکی که نمونه پیشرفته آن امروز یکی از استانداردهای صنعت سینماست.
هری‌هاوزن برای فیلم «جیسن و آرگونات‌ها» صحنه‌های معروف نبرد اسکلت‌ها با استفاده از شمشیر را خلق کرد و موجودات فضایی را در فیلم‌هایی چون «زمین در برابر بشقاب‌های پرنده» (۱۹۵۶) و «۲۰ میلیون مایل مانده به زمین» (۱۹۵۷) به کار برد.
آکادمی علوم و هنرهای سینمایی در ۱۹۹۲ برای تقدیر از جادوی تصویری هری‌هاوزن یک جایزه اسکار اعطاء کرد.
جرج لوکاس خالق سری فیلم‌های «جنگ‌های ستاره‌ای» دربارهٔ او گفته‌است: «هری منبع الهام تمام کسانی بوده که در صنعت جلوه‌های ویژه فعال هستند. هنر فیلم‌های اولیه او که همه ما با آن‌ها بزرگ شده‌ایم، برای ما الهام‌بخش بوده‌است. بدون ری هری‌هاوزن احتمالاً «جنگ‌های ستاره‌ای» هم نبود.»
هری‌هاوزن در سال‌های دور تکنیک‌های استاپ-موشن خود را در هر فیلم کم‌هزینه‌ای به کار می‌برد. جلوه‌های او خلق صحنه‌های تماشایی در فیلم‌های سینمای فاجعه مانند «The Beast From 20,000 Fathoms» تولید ۱۹۵۳ و «از اعماق دریا آمد» (۱۹۵۵) را موجب شد. او در فیلم «یک میلیون سال پیش از میلاد» (۱۹۶۶) دایناسورها را خلق کرد.
ری هری‌هاوزن اسکلت‌های جنگجوی فیلم «جیسن و آرگونات‌ها» را طراحی کرد.
هری‌هاوزن در دهه ۱۹۷۰ و سال‌های بعد از آن جلوه‌های ویژه فیلم‌هایی مانند «سفر طلایی سندباد» (۱۹۷۳)، «سندباد و چشم ببر» (۱۹۷۷) و «برخورد تایتان‌ها» (۱۹۸۱) را خلق کرد که در فیلم آخر لارنس الیویه، مگی اسمیت، کلر بلوم و اورسولا آندرس بازی کردند.
او یک‌بار گفت: «این‌ها را فیلم‌های درجه ب در نظر می‌گرفتند، چون با بودجه کم ساخته می‌شدند، اما عمر فیلم‌های ما از بسیاری از فیلم‌های درجه آ که آن زمان ساخته می‌شد، بیشتر بود.»
هری‌هاوزن تخصص خود را خلق «مخلوقات فانتری» می‌دانست و هیولاها را به شکلی قابل باور مانند بازیگران واقعی در قاب قرار می‌داد.
او سال ۱۹۸۱ به لس آنجلس تایمز گفت: «من کار هیولایی نمی‌کنم. منظورم این است که هیولاها با سینمای وحشت مترادف هستند. من به این نوع سینما علاقه ندارم… نمی‌خواهم کسی را بترسانم. می‌خواهم تخیلات، فانتزی‌ها و افسانه‌ها را خلق کنم.»
هری‌هاوزن خود موضوع فیلم مستند «بیگانه‌ها، اژدهایان، هیولاها و من» (۱۹۸۶) به کارگردانی ریچارد جونز شد.
از دیگر فیلم‌های او می‌توان به مستند «دنیای حیوانی» (۱۹۵۶)، «جزیره اسرارآمیز» (۱۹۶۱)، «اولین انسان در ماه» (۱۹۶۴) و «The Valley of the Gwangi» تولید ۱۹۶۹ اشاره کرد.
او به جلوه‌های ویژه که این روزها در سینما به کار می‌رود چندان علاقه نداشت و زمانی گفت: «الان باید دو ساعت مردن یک نفر را تحمل کنید… امروز همه چیز بسیار گرافیکی و بیشتر هراس‌انگیز است.»
در ۱۹۸۱ موزه هنر مدرن نیویورک برای یک ماه نمایشگاهی را به مرور آثار هری‌هاوزن اختصاص داد و بعدها سینماتک آمریکا هم از او تقدیر کرد.
بنیاد ری و دایانا هری‌هاوزن که سال ۱۹۸۶ تأسیس شد، به حفظ نام و آثار هری هاوزن اختصاص دارد.